# Malla Malmivaara
Pour les articles homonymes, voir Malmivaara.
Malla Malmivaara, principal nom de scène de Laura Malmivaara (née le 10 décembre 1982 à Jyväskylä) est une actrice et chanteuse finlandaise.
Son prénom est à l'origine Laura, mais elle le change ensuite pour Malla pour éviter de se confondre avec sa jeune cousine, l'actrice et chanteuse Laura Malmivaara. Elle a aussi pour noms dans sa carrière de chanteuse Malla et Betty Who.

## Famille
Malla appartient à la famille sacerdotale finlandaise de Malmivaara.
Le père de Malla Malmivaara est le violoncelliste Juha Malmivaara, avec qui Malla vit à Jyväskylä après le divorce de ses parents. Sa mère adoptive est l'actrice Hanna Liinoja. Son oncle est l'acteur Tapio Liinoja. L'acteur Miika Laakso est son demi-frère, ils ont la même mère. L'actrice Laura Malmivaara et le joueur de hockey sur glace Olli Malmivaara sont ses cousins.
Son compagnon est le guitariste-chanteur Boris Nordin. Malla Malmivaara a deux enfants.

## Carrière d'actrice
Malmivaara fait ses débuts d'actrice à l'âge de quatre ans, sur scène au Théâtre municipal de Jyväskylä. Malmivaara entre à l'École supérieure de théâtre d'Helsinki à son première participation au concours d'entrée.
En 2018, elle est nommée pour un Jussis pour son second rôle dans le film Kaiken se kestää.

### Filmographie
Cinéma
- 2005 : Tyttö sinä olet tähti
- 2006 : Pohjaväri (court métrage)
- 2008 : Luottomies (court métrage)
- 2009 : Vasha
- 2009 : Fruit défendu
- 2009 : Jalil (court métrage)
- 2009 : United We Stand (court métrage)
- 2010 : Veijarit
- 2011 : Likainen pommi (fi)
- 2013 : Vuonna 85
- 2013 : Sydänten kieli (court métrage)
- 2013 : Ella ja kaverit 2 - Paterock
- 2017 : Kaiken se kestää (fi)
- 2018 : Kaikki oikein
- 2018 : Olavi Virta (fi)

Séries télévisées
- 2007 : Pelkkää lihaa
- 2008 : Sitoutumisen alkeet
- 2009 : Helppo elämä
- 2012 : Helsingin herra
- 2013-2014 : Kansan mies (fi)
- 2014 : Nymphs
- 2014-2016 : Mustat lesket
- 2014-2017 : Kimmo (fi)
- 2019 : Suden hetki (fi)
- 2020 : Putous
- 2020 : Deadwind
- 2021 : DikDek - Painajainen majatalossa
- 2022 : Syke

## Carrière musicale
Malmivaara commence sa carrière musicale sous le nom d'artiste Belle Who. Le premier single de Belle Who, Tide, est le générique du film finlandais Blackout (fi), sorti en 2008. À peu près à la même époque, elle signe un contrat d'enregistrement avec la maison de disques indépendante Dynasty Recordings et travaillé avec le chanteur de The Rasmus, Lauri Ylönen, qui est l'un des quatre propriétaires de la maison de disques. Le premier album Can't Whistle When You Smile paraît le 20 mai 2009.
Malla Malmivaara utilise son nom de scène Malla à partir de 2019. Solina Records sort le premier album de Malla en avril 2021.
Malmivaara chante dans le groupe Elisabeth Underground ainsi que dans le duo Moi non plus, qui fait de la musique en anglais et en français, avec l'actrice Pihla Viitala.

### Discographie
Albums
- 2009 : Can’t Whistle When You Smile
- 2019 : Malla
- 2023 : Fresko